# System F
System F – jeden z wariantów rachunku lambda z typami. Jest to najprostszy rachunek zawierający typy proste oraz typy polimorficzne.
Zbiór typów można zdefiniować jako najmniejszy taki zbiór U, że przy danym, ustalonym i przeliczalnym zbiorze zmiennych V, zachodzą następujące własności:
- V zawiera się w U,
- jeśli {\displaystyle \sigma } oraz {\displaystyle \tau } należą do U, to {\displaystyle \sigma \to \tau } również należy do U,
- jeśli {\displaystyle \alpha } jest zmienną (należy do V) oraz {\displaystyle \sigma } należy do U, to {\displaystyle \forall \alpha .\ \sigma } również należy do U.

Typy postaci {\displaystyle \forall \alpha .\ \sigma } należy traktować (nieformalnie) jako każdą możliwą instancję typu {\displaystyle \sigma } taką, że za każde wystąpienie zmiennej {\displaystyle \alpha } wstawiamy dowolny inny typ (za każde wystąpienie zmiennej ten sam).